# Alternative démocratique (Serbie)
Pour les articles homonymes, voir Alternative démocratique.

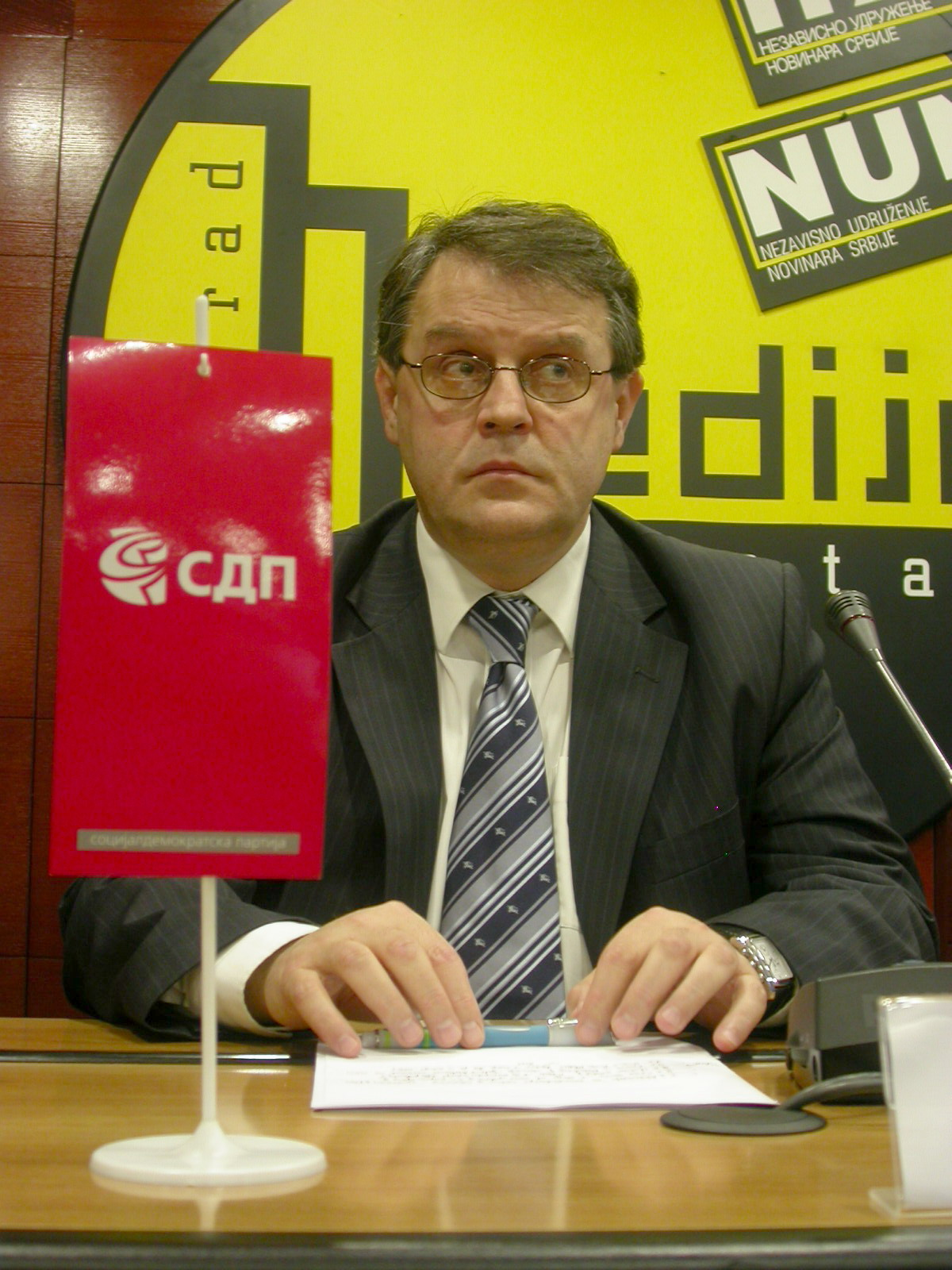
Nebojša Čović, président du parti et vice-premier ministre de Serbie

Alternative démocratique (en serbe : Demokratska Alternativa, en serbe en écriture cyrillique : Демократска Алтернатива) était un parti politique de Serbie. Il a été créé en 1997, à la suite d'une scission en 1997 par les membres pro-démocratiques du Parti socialiste de Serbie, qui exerçait alors le pouvoir. Son président était Nebojša Čović. Il a ensuite fusionné avec le Parti social-démocrate.
En 2000-2003, Alternative démocratique a fait partie de la coalition de l'Opposition démocratique de Serbie, qui a remporté les élections législatives serbes de 2000, obtenant 6 siège sur les 176 gagnés par l'Opposition démocratique. Nebojša Čović fut alors vice-premier ministre par intérim le 24 octobre 2000 ; il fut ensuite vice-premier ministre du 25 janvier 2001 au 18 mars 2004. Aux élections législatives serbes de 2003, le parti a obtenu 84 463 voix, soit 2,2 % des suffrages, ce qui ne lui a pas permis d'avoir de députés.